# MAMORU MIYANO LIVE TOUR 2009 〜SMILE & BREAK〜
『MAMORU MIYANO LIVE TOUR 2009 〜SMILE & BREAK〜』（マモル ミヤノ ライブツアー 2009 スマイル アンド ブレイク）は、2009年に行われた宮野真守のコンサートツアーを収録した映像作品。2010年3月10日にキングレコードから発売された。

## 概要
2009年4月に行われた1stライブツアー『MAMORU MIYANO 1st LIVE TOUR 2009 〜BREAKING!〜』と2009年11月に行われた2ndライブツアー『MAMORU MIYANO 2nd LIVE TOUR 2009 〜SMILING!〜』の東京公演2日目の模様を収録。
Disc1 では、2ndライブツアー『MAMORU MIYANO 2nd LIVE TOUR 2009 〜SMILING!〜』の全曲を収録している。プロローグからエピローグ、MCやさらには曲の合間に行われた「ハッピーライフ隊」というコントも収録されており、編集、カット部分が少ない。
Disc2では1stライブツアー『MAMORU MIYANO 1st LIVE TOUR 2009 〜BREAKING!〜』の横浜BLITZの公演を中心に、一部なんばHatch、Shibuya O-EASTの公演模様をスペシャル・エディションとして編集し構成されている。3公演でそれぞれちがった「卒業デイズ」のトーク部分やこの曲目のときにゲストで出た髙木俊と朴璐美のトークと歌部分も収録されている。
また、2ndツアー「SMILING!スピンオフ」と題してそれぞれの公演で違った「ハッピーライフ隊」のコント部分やその練習風景なども収録。

### 公演概要

#### 1stライブツアー
開催日時・会場
- 2009年4月11日 - なんばHatch（大阪）
- 2009年4月18日 - Shibuya O-EAST（東京）
- 2009年4月26日 - 横浜BLITZ（横浜）

#### 2ndライブツアー
開催日時・会場
- 2009年10月25日 - Zepp Nagoya（名古屋）
- 2009年11月7日 - NHK大阪ホール（大阪）
- 2009年11月14日 - 東京厚生年金会館（東京）
- 2009年11月15日 - 東京厚生年金会館（東京）

## 演奏参加ミュージシャン
- ボーカル・パフォーマンス
  - 宮野真守
- バックバンド
  - ギター&バンドマスター
    - 木原良輔

  - ベース
    - 前田逸平（SMILING!）
    - 大野弘毅（BREAKING!）

  - ドラム
    - 菊嶋亮一

  - キーボード＆マニピュレーター
    - KEI
- バックダンサー
  - FUMI
  - TOSHI（SMILING!）
  - HIDE（SMILING!）
  - sho-ta.（SMILING!）
  - DAISUKE（BREAKING!）

## 収録内容

### Disc1
1. Prologue〜Surprise for you〜
2. Kiss×Kiss
3. BE－REMIX－
4. Break a Road
5. ぼくのキセキ
6. …君へ
7. 卒業デイズ ver. SMILING!
8. Theme of SMILING!
9. REFRAIN
10. Garnet（Acoustic）
11. Rain（Acoustic）
12. トロイメライ（Acoustic）
13. ハッピーライフ隊
14. ハッピーライフ!
15. Splash Blue
16. FIRST GATE
17. 蒼ノ翼
18. J☆S
19. きもちつないで。
20. Discovery
21. Kiss×Kiss
22. Epilogue

### Disc2
1. Backstage
2. Introduction 〜 Break a Road
3. 久遠
4. BE
5. Beautiful smile
6. nocturne
7. Rehearsal
8. 卒業デイズ 大阪編
9. 卒業デイズ 渋谷編
10. 卒業デイズ 横浜編
11. いつか
12. …君へ
13. Encore 〜 会いに行くよ
14. Kiss×Kiss
15. Finale
16. SMILING! スピンオフ・ハッピーライフ隊メモリーズ

### 映像特典
1. 「SMILING!」ツアーリハーサル映像